# Гудкова, Варвара Федотовна
Варва́ра Федо́товна Гудко́ва (1903, Дмитровский уезд, Московская губерния — неизвестно) — звеньевая колхоза «Борец» Дмитровского района Московской области. Герой Социалистического Труда (1949).

## Биография

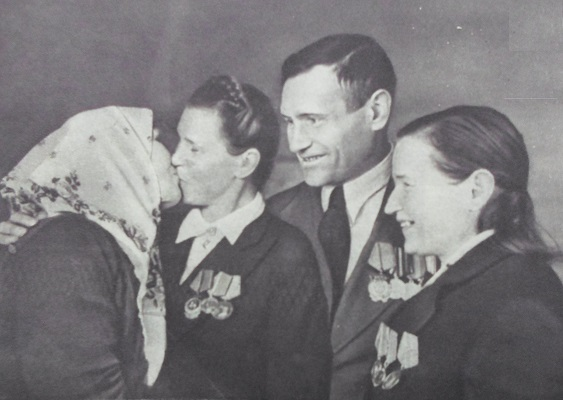
Мать П. В. Гудкова поздравляет его с присвоением звания Героя Социалистического Труда и обеих невесток — его жену Антонину (целует) и Варвару (крайняя справа) Гудковых

Варвара Гудкова родилась в 1903 году на территории современного Дмитровского района Московской области. По национальности русская.
С созданием местного колхоза «Борец» в конце 1920-х годов Гудкова работала в полеводческой бригаде, затем стала главой звена по выращиванию овощей и зерновых культур.
По итогам работы в 1947 году В. Ф. Гудкова была награждена орденом Ленина, а в 1948 году её звено получило урожай картофеля в размере 544 центнеров с гектара на площади 3 гектара.
Указом Президиума Верховного Совета СССР от 4 марта 1949 года звеньевой Варваре Федотовне Гудковой было присвоено звание Героя Социалистического Труда с вручением ордена Ленина и золотой медали «Серп и Молот» за получение высокого урожая картофеля в 1948 году. Этим же указом высокого звания были удостоены председатель колхоза Фёдор Алексеевич Бурмистров и её бригадир Михаил Иванович Бобков.
В последующие годы звено Варвары Гудковой продолжало давать высокие результаты по овощной и зерновой продукции.
В. Ф. Гудкова — невестка Героя Социалистического Труда П. В. Гудкова. Его старший брат и муж Варвары Иван Гудков погиб в сентябре 1941 года.
Умерла 4 мая 1985 года. Точное место смерти Варвары Федотовны Гудковой не установлено.

## Награды
- Герой Социалистического Труда — указом Президиума Верховного Совета СССР от 4 марта 1949 года;
- Орден Ленина и медаль «Серп и Молот» — дважды (19 февраля 1948, 4 марта 1949);
- Медаль «За трудовую доблесть» (9 июня 1950).